# Landesmusikrat
Ein Landesmusikrat ist der Dachverband des Musiklebens des jeweiligen deutschen Bundeslands.
Die Landesmusikräte sind Mitglieder des Deutschen Musikrates. Ein Landesmusikrat, häufig als Verein angelegt, setzt sich zusammen aus herausragenden Persönlichkeiten des öffentlichen Lebens und diversen Verbänden, die zu großen Teilen das Musikleben der Bundesländer gestalten. Organe der Landesmusikräte sind die Mitgliederversammlung und der ehrenamtliche Vorstand; die laufenden Geschäfte werden von der jeweiligen Geschäftsstelle abgewickelt.
Die Landesmusikräte veranstalten landesweite Musikfeste, sorgen für die Qualifizierung von Laienmusikern durch entsprechende Fortbildungskurse und unterstützen die Nachwuchsarbeit der Musikorganisationen. Ihre Ziele sind die Förderung der Amateurmusik und die kontinuierliche und effektive Planung von Projekten in der künstlerischen Nachwuchsförderung. Einen besonderen Schwerpunkt bildet seit einigen Jahren das Ziel, Musikunterricht an allgemeinbildenden Schulen zu ermöglichen.
Der Landesmusikrat ist zumeist der rechtliche Träger des Landesjugendorchesters und Landesjugendchores des jeweiligen Bundeslandes. Weiterhin werden die Ensembles, Konzerte und Probenphasen häufig vom Landesmusikrat organisiert.

## Politische Aktivitäten
Als Dachverbände auf Landesebene für alle Bereiche der Musik wollen die Landesmusikräte gezielt auf die öffentliche Meinung einwirken und die Erziehung und Gesetzgebung beeinflussen. Die gesellschaftliche Bedeutung der Musik soll erkannt und ihr eine dementsprechende Stellung zugesichert werden. Zu den Aufgaben der Landesmusikräte gehören daher die Interessenvertretung der Musikverbände in bildungs- und kulturpolitischen Fragen und die aktive Laien- und Nachwuchsarbeit. Außerdem sind die Landesmusikräte Ansprechpartner und Berater der jeweiligen Landesregierung. Sie versehen die Auftragsverwaltung von musikalischen Projekten der Ministerien (feierliche Veranstaltungen, Musikwettbewerbe etc.) und die Trägerschaft der Landesjugendensembles in Zusammenarbeit mit den jeweiligen Organisationen (z. B. Trägervereinen).